# Yves Ravaleu
Yves Ravaleu (né le 5 septembre 1945 à Langrolay-sur-Rance et mort le 15 octobre 2003 dans le même village) est un coureur cycliste français, professionnel de 1969 à 1972.

## Biographie
Professionnel de 1969 à 1972, Yves Ravaleu a notamment été équipier de Raymond Poulidor. Après sa carrière professionnelle, il continue les compétitions en amateurs, remportant de nombreux succès en Bretagne, puis devient directeur sportif du VC Pays de Loudéac. Il est le père de Stéphan Ravaleu et Freddy Ravaleu, eux aussi coureurs cyclistes professionnels.

## Palmarès
- 1965
  - Élan breton

- 1966
  - Circuit des Trois Provinces
  - Finale contre-la-montre du Triomphe breton
  - 3e de l'Essor breton

- 1967
  -  Champion de France des sociétés[n 2]
  - 1re étape de l'Essor breton
  - Paris-Bruxelles amateurs
  - 3e de Paris-Rouen

- 1968
  - 1reb étape du Ruban granitier breton
  - Circuit des Trois Provinces
  - Grand Prix Pierre Le Doaré
  - 2e du Circuit des Deux Provinces

- 1969
  - 10e du Grand Prix du Midi libre

- 1973
  - Tour d'Émeraude

- 1974
  - 4e étape du Tour d'Ille-et-Vilaine

- 1976
  - Grand Prix Gilbert-Bousquet
  - Grand Prix de Fougères
  - Prix de la Pentecôte à Moncontour

- 1978
  - Circuit de Bretagne-sud
  - Flèche finistérienne

- 1979
  - 3e du Grand Prix Gilbert-Bousquet

- 1980
  - Circuit des Deux Provinces

## Résultats sur les grands tours

### Tour de France
3 participations
- 1969 : Abandon sur chute (10e étape)
- 1971 : 69e
- 1972 : abandon (9e étape)